# Taygetis chiquitana
Taygetis chiquitana är en fjärilsart som beskrevs av Forster 1964. Taygetis chiquitana ingår i släktet Taygetis och familjen praktfjärilar. Inga underarter finns listade i Catalogue of Life.